# Noah Engelbreth
Noah Engelbreth (* 12. Juni 2005 in Berlin) ist ein deutscher Fußballspieler. Er steht bei Hannover 96 unter Vertrag und spielt für die Zweite Mannschaft des Vereins in der 3. Fußball-Liga.

## Karriere
Noah Engelbreth wechselte 2017 von Fortuna Biesdorf ins Nachwuchsleistungszentrum des 1. FC Union Berlin. Dort durchlief er die Junioren-Mannschaften bis zur A-Jugend. In seiner letzten Spielzeit in der A-Junioren-Bundesliga, in der seine Mannschaft auch an der UEFA Youth League teilnahm, erhielt Engelbreth einen Lizenzspielervertrag. Zu einem Pflichtspieleinsatz für die Profimannschaft der Berliner kam es jedoch nicht.
Zur Saison 2024/2025 wechselte Noah Engelbreth zu Hannover 96 II. Sein Profidebüt in der 3. Liga gab er am 24. August 2024, als er beim Auswärtssieg in Sandhausen zur zweiten Halbzeit eingewechselt wurde.